# Honda Concerto
Der Honda Concerto ist ein Kompaktklasse-Wagen und Nachfolger des Ballade. Es ist das Ergebnis aus der Zusammenarbeit zwischen dem japanischen Automobilhersteller Honda und dem damals unabhängigen britischen Automobilhersteller Rover. Der Concerto wurde ab Juni 1988 in Japan und ab Oktober 1989 in England für die europäischen Märkte bis jeweils Ende 1994 hergestellt. Es gab den Concerto als fünftürige Kombilimousine und als viertürige Limousine, wobei der Viertürer nicht in allen Märkten angeboten wurde. Er ist mit dem Rover 200 der zweiten und 400 der ersten Generation verwandt.

## Übersicht
Es gab auf dem deutschen Markt insgesamt drei verschiedene Motorisierungsvarianten. Der kleinste in Deutschland angebotene Motor hatte 1,5 Liter Hubraum und leistete 90 PS (66 kW). Den Concerto gab es auch mit einem 1,6-Liter-Motor mit 112 PS (82 kW) und Mehrpunkteinspritzung. Der stärkste Motor mit ebenfalls 1,6 Liter Hubraum leistet jedoch 122 PS (90 kW) und hat zwei obenliegende Nockenwellen (DOHC). Die für den Concerto genutzten Motoren wurden auch im vierten Civic verwendet.
Serienmäßig gab es auf dem deutschen Markt einen Katalysator. Bei den 1,6-Liter-Versionen war eine Zentralverriegelung serienmäßig, die DOHC-Version wurde zudem serienmäßig mit Antiblockiersystem und Schiebedach ausgestattet.

In Japan wurde die viertürige Limousine des Concerto im Jahr 1992 vom Honda Domani abgelöst. Für die fünftürige Schräghecklimousine des Concerto gab es keinen Nachfolger. In Europa erfolgte die Ablösung durch den fünftürigen Civic der sechsten Generation erst Ende 1995.

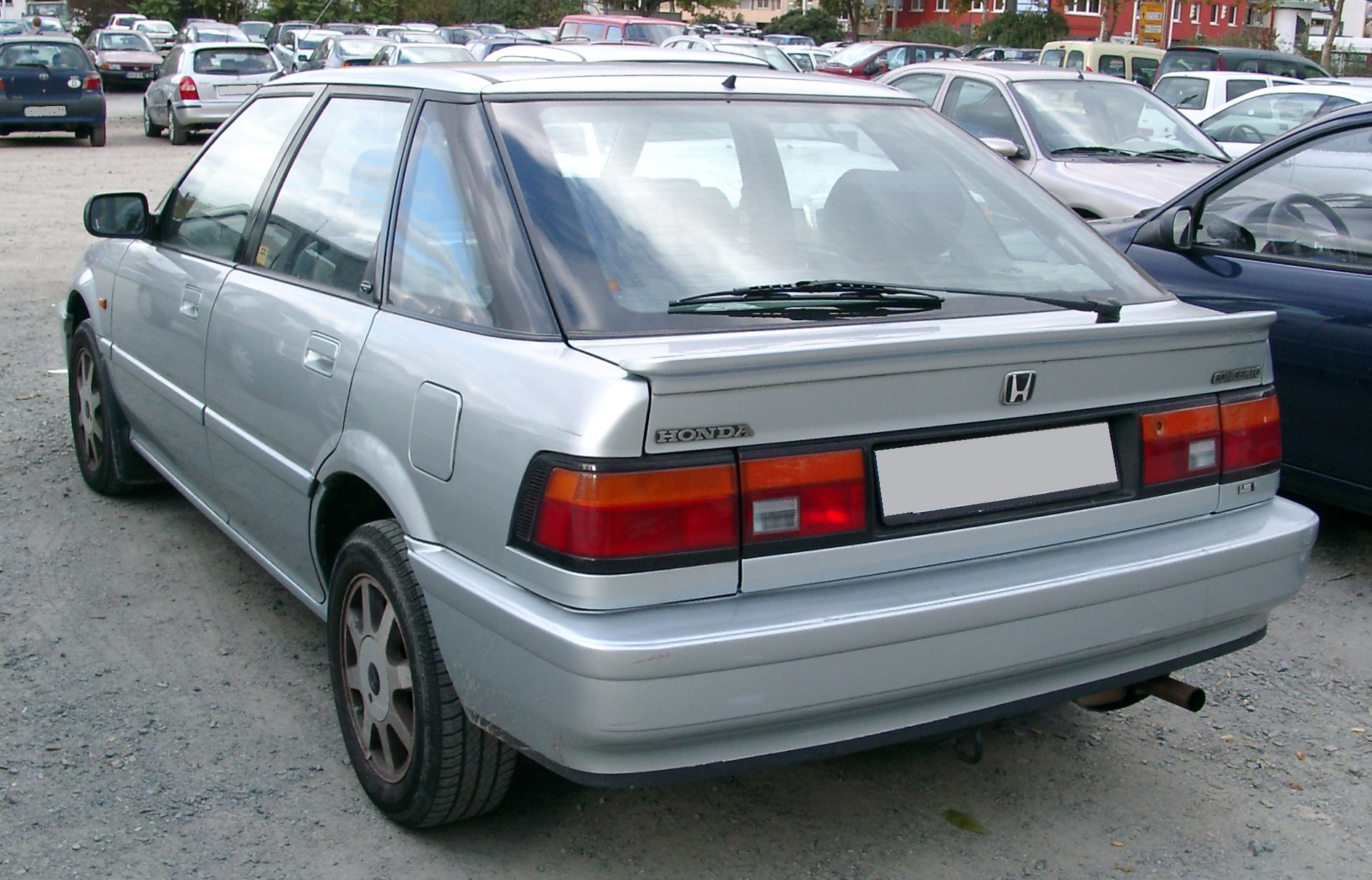
Heckansicht Fünftürer
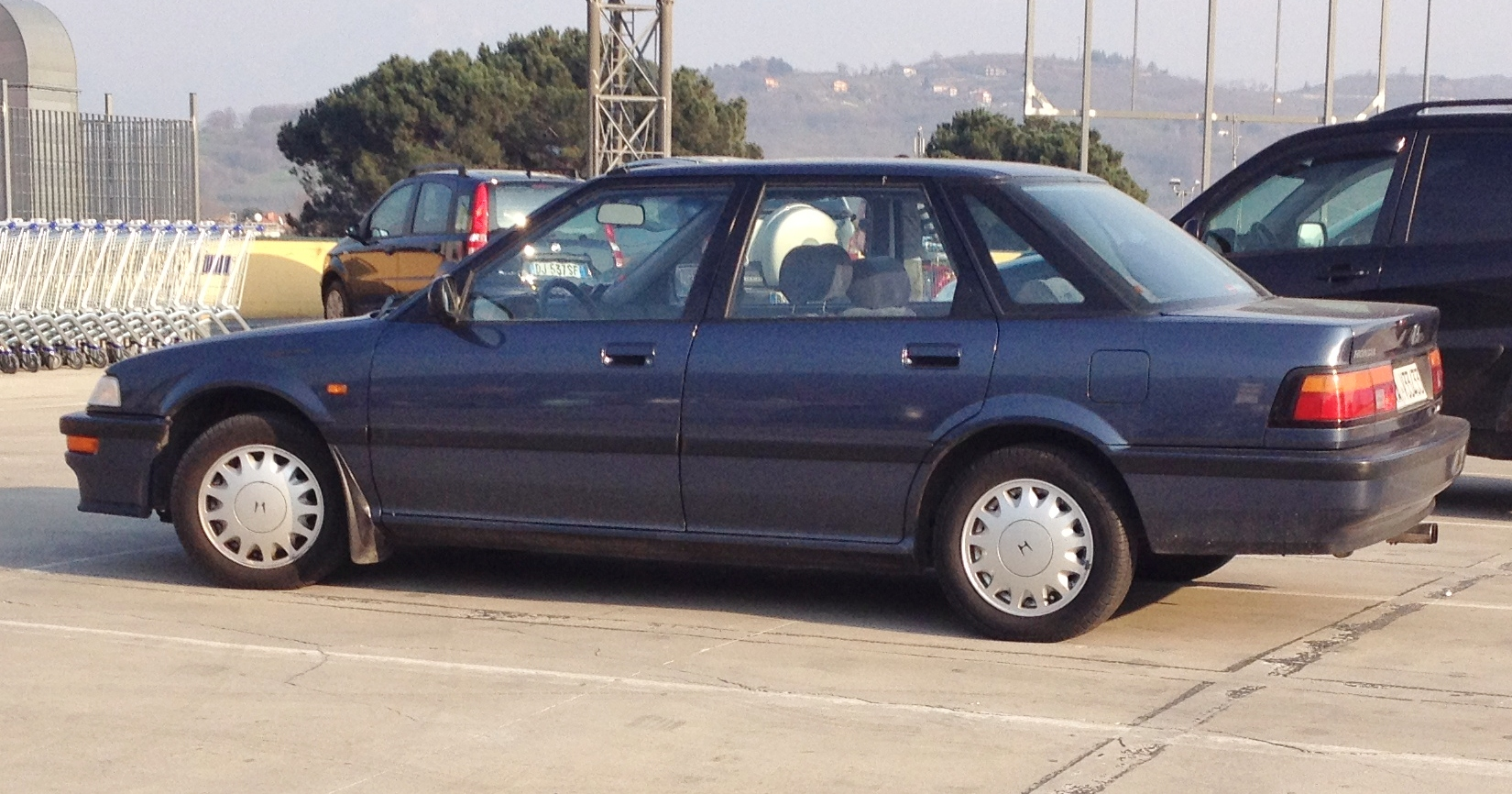
Limousine
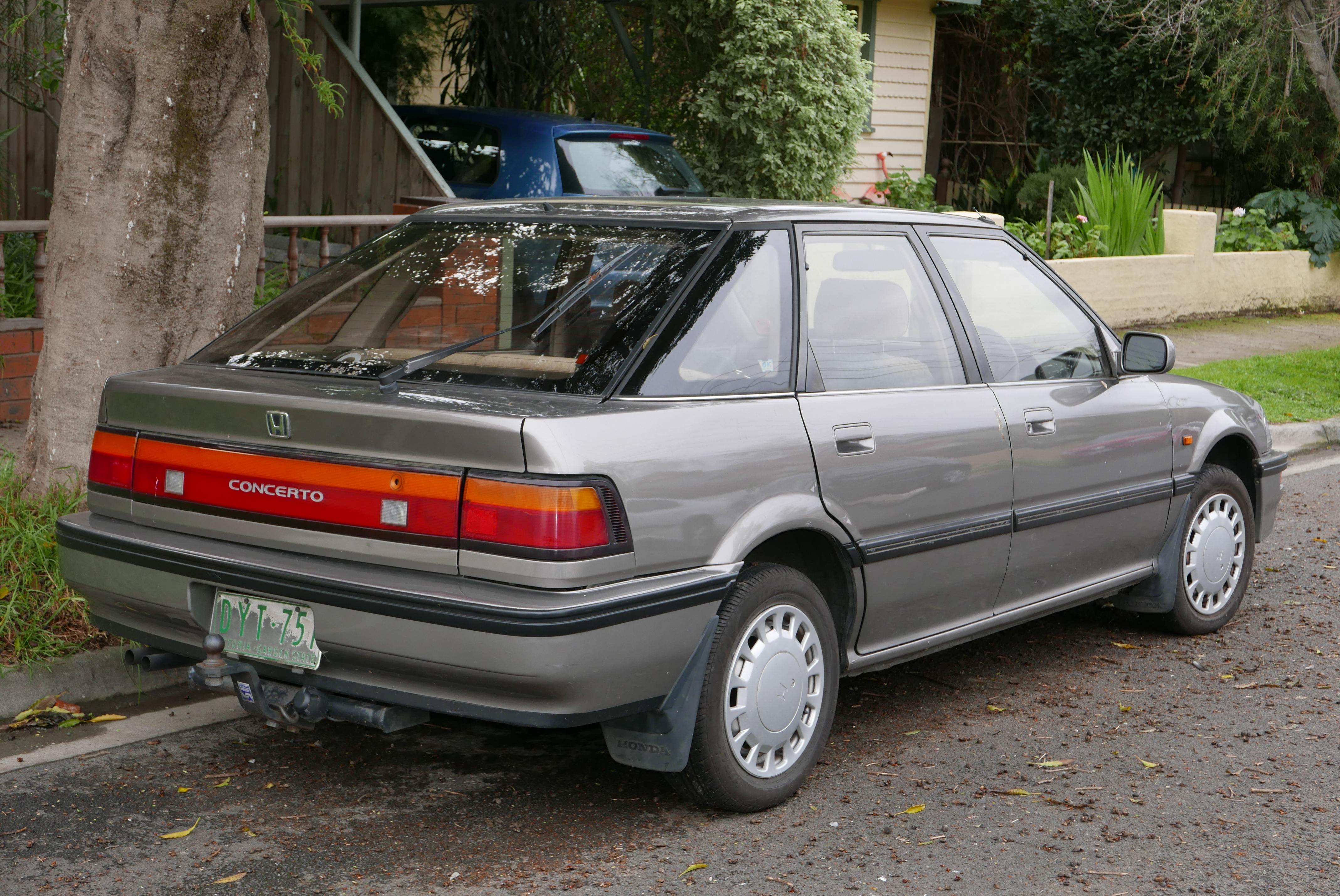
Australisches Modell mit Heckblende (1989–1991)
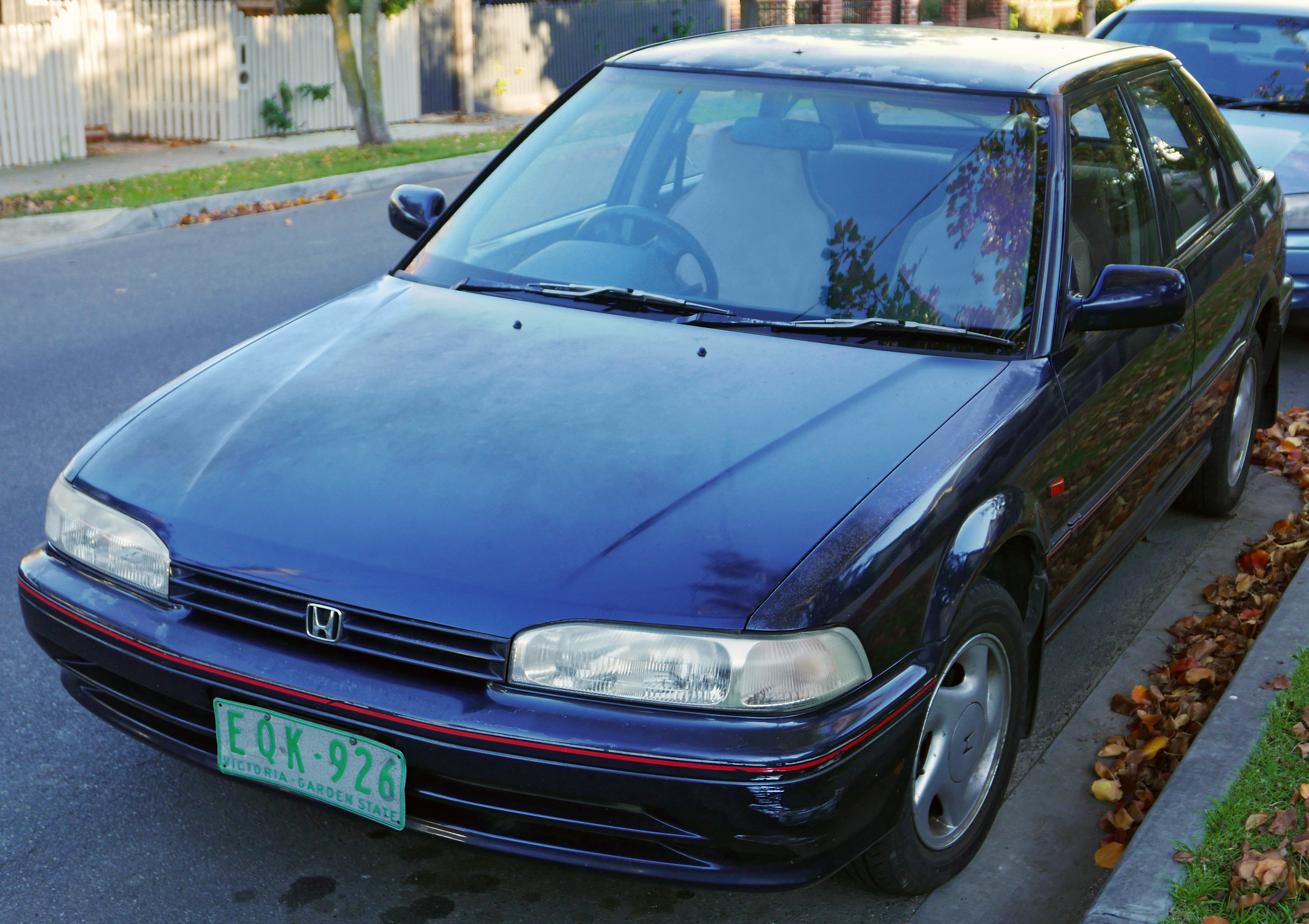
Facelift (Australien, 1991–1994)
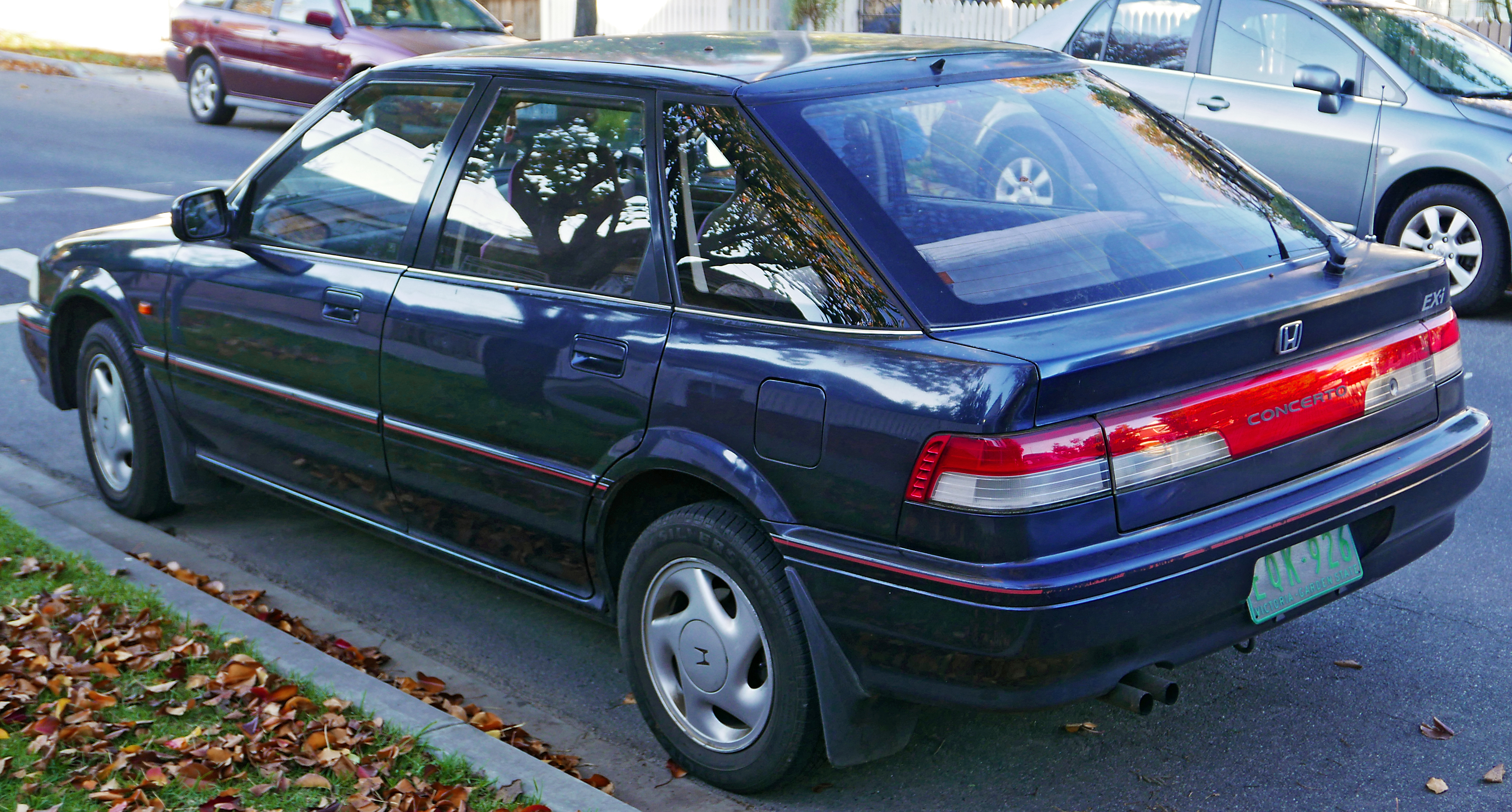
Heckansicht

## Technische Daten
- Leergewicht (in kg): 1030–1135
- MA Japan
  - Bauzeit: 1988 bis 1992;
  - Länge: 4270 mm;
  - Breite: 1690 mm;
  - Höhe: 1395 mm;
  - Radstand: 2550 mm;
  - Spur (vorne): 1450 mm;
  - Spur (hinten): 1455 mm;

Motortyp (unter anderem):
- ZC Frontmotor quer mit 4 Ventilen je Zylinder;
  - Hubraum: 1590 cm³;
  - Bohrung × Hub 75,0 mm × 90,0 mm;
  - Verdichtungsverhältnis 9,1;
  - eine obenliegende Nockenwelle;
  - Leistung  120 PS (88 kW)

- HW Europa
  - Bauzeit: 1989 bis 1994
  - Länge 4265 mm;
  - Breite 1690 mm;
  - Höhe 1395 mm;
  - Radstand 2550 mm;
  - Spur vorn 1475 mm;
  - Spur hinten 1470 mm

Motortyp (für Deutschland):
- D15B2 Frontmotor quer mit 4 Ventilen je Zylinder
  - Hubraum: 1493 cm³
  - Bohrung × Hub 75,0 mm × 84,5 mm
  - Verdichtungsverhältnis 9,2
  - eine obenliegende Nockenwelle
  - Leistung:  90 PS (66 kW)

- D16Z2 Frontmotor quer mit 4 Ventilen je Zylinder
  - Hubraum: 1590 cm³
  - Bohrung × Hub 75,0 mm × 90,0 mm
  - Verdichtungsverhältnis 9,3
  - eine obenliegende Nockenwelle
  - Leistung: 112 PS (82 kW)

- D16A8 Frontmotor quer mit 4 Ventilen je Zylinder
  - Hubraum: 1590 cm³
  - Bohrung × Hub 75,0 mm × 90,0 mm
  - Verdichtungsverhältnis 9,5
  - zwei obenliegende Nockenwellen
  - Leistung: 122 PS (90 kW)

Kraftübertragung
- Frontantrieb
- Einscheiben-Trockenkupplung
- Getriebe/Anzahl der Gänge: 5-MT, 4-AT
- Reifen: 175/65 R14 (dohc: 185/60 R14)

Fahrwerk
- Radaufhängung
  - vorn: HW Europa: MacPherson-Federbeine mit Querlenkern, Schubstreben und Stabilisator / MA Japan: Doppelquerlenker
  - hinten: Federbeine mit doppelten Querlenkern, Längslenker und Stabilisator
- Bremsen
  - vorn: Scheiben, innenbelüftet
  - hinten: 90 PS: Trommeln, 112 PS und 122 PS: Scheiben